# Адміністративний устрій Дрогобицького району
Адміністративний устрій Дрогобицького району — адміністративно-територіальний устрій Дрогобицького району Львівської області на 2 селищні ради та 45 сільських рад, які об'єднують 76 населених пунктів і підпорядковані Дрогобицькій районній раді. Адміністративний центр — місто Дрогобич, яке є містом обласного значення та не входить до складу району.

## Список радДрогобицького району
| №  | Назва                             | Центр               | Населені пункти                                        | Площа км² | Місце за площею | Населення (2001), осіб. | Місце за населенням |
| -- | --------------------------------- | ------------------- | ------------------------------------------------------ | --------- | --------------- | ----------------------- | ------------------- |
| 1  | Меденицька селищна рада           | смт Меденичі        | смт Меденичі                                           |           |                 |                         |                     |
| 2  | Підбузька селищна рада            | смт Підбуж          | смт Підбуж с. Сторона                                  |           |                 |                         |                     |
| 3  | Бистрицька сільська рада          | с. Бистриця         | с. Бистриця с. Биків с. Глинне с. Новошичі с. Ортиничі |           |                 |                         |                     |
| 4  | Бистрицька-Гірська сільська рада  | с. Бистриця-Гірська | с. Бистриця-Гірська                                    |           |                 |                         |                     |
| 5  | Болехівська сільська рада         | с. Болехівці        | с. Болехівці с. Нове Село                              |           |                 |                         |                     |
| 6  | Броницька сільська рада           | с. Брониця          | с. Брониця                                             |           |                 |                         |                     |
| 7  | Верхньогаївська сільська рада     | с. Верхні Гаї       | с. Верхні Гаї                                          |           |                 |                         |                     |
| 8  | Верхньодорожівська сільська рада  | с. Верхній Дорожів  | с. Верхній Дорожів                                     |           |                 |                         |                     |
| 9  | Волощанська сільська рада         | с. Волоща           | с. Волоща                                              |           |                 |                         |                     |
| 10 | Волянська сільська рада           | с. Воля Якубова     | с. Воля Якубова                                        |           |                 |                         |                     |
| 11 | Вороблевицька сільська рада       | с. Вороблевичі      | с. Вороблевичі                                         |           |                 |                         |                     |
| 12 | Грушівська сільська рада          | с. Грушів           | с. Грушів с. Зади с. Тинів                             |           |                 |                         |                     |
| 13 | Дережицька сільська рада          | с. Дережичі         | с. Дережичі с. Монастир-Дережицький                    |           |                 |                         |                     |
| 14 | Добрівлянська сільська рада       | с. Добрівляни       | с. Добрівляни                                          |           |                 |                         |                     |
| 15 | Доброгостівська сільська рада     | с. Доброгостів      | с. Доброгостів с. Бистрий                              |           |                 |                         |                     |
| 16 | Довжанська сільська рада          | с. Довге            | с. Довге                                               |           |                 |                         |                     |
| 17 | Довжанська-Гірська сільська рада  | с. Довге            | с. Довге                                               |           |                 |                         |                     |
| 18 | Долішньолужецька сільська рада    | с. Долішній Лужок   | с. Долішній Лужок                                      |           |                 |                         |                     |
| 19 | Залокотська сільська рада         | с. Залокоть         | с. Залокоть                                            |           |                 |                         |                     |
| 20 | Летнянська сільська рада          | с. Летня            | с. Летня с. Коросниця с. Рівне                         |           |                 |                         |                     |
| 21 | Літинська сільська рада           | с. Літиня           | с. Літиня с. Городківка                                |           |                 |                         |                     |
| 22 | Лішнянська сільська рада          | с. Лішня            | с. Лішня с. Монастир-Лішнянський                       |           |                 |                         |                     |
| 23 | Медвежанська сільська рада        | с. Медвежа          | с. Медвежа                                             |           |                 |                         |                     |
| 24 | Михайлевицька сільська рада       | с. Михайлевичі      | с. Михайлевичі                                         |           |                 |                         |                     |
| 25 | Модрицька сільська рада           | с. Модричі          | с. Модричі                                             |           |                 |                         |                     |
| 26 | Нагуєвицька сільська рада         | с. Нагуєвичі        | с. Нагуєвичі                                           |           |                 |                         |                     |
| 27 | Нижньогаївська сільська рада      | с. Нижні Гаї        | с. Нижні Гаї с. Бійничі                                |           |                 |                         |                     |
| 28 | Новокропивницька сільська рада    | с. Новий Кропивник  | с. Новий Кропивник с. Гута с. Перепростиня с. Підсухе  |           |                 |                         |                     |
| 29 | Опаківська сільська рада          | с. Опака            | с. Опака                                               |           |                 |                         |                     |
| 30 | Опорівська сільська рада          | с. Опори            | с. Опори                                               |           |                 |                         |                     |
| 31 | Попелівська сільська рада         | с. Попелі           | с. Попелі                                              |           |                 |                         |                     |
| 32 | Почаєвицька сільська рада         | с. Почаєвичі        | с. Почаєвичі                                           |           |                 |                         |                     |
| 33 | Раневицька сільська рада          | с. Раневичі         | с. Раневичі                                            |           |                 |                         |                     |
| 34 | Рибницька сільська рада           | с. Рибник           | с. Рибник с. Майдан                                    |           |                 |                         |                     |
| 35 | Рихтицька сільська рада           | с. Рихтичі          | с. Рихтичі с. Хатки                                    |           |                 |                         |                     |
| 36 | Ріпчицька сільська рада           | с. Ріпчиці          | с. Ріпчиці                                             |           |                 |                         |                     |
| 37 | Ролівська сільська рада           | с. Ролів            | с. Ролів                                               |           |                 |                         |                     |
| 38 | Смільнянська сільська рада        | с. Смільна          | с. Смільна с. Жданівка                                 |           |                 |                         |                     |
| 39 | Снятинська сільська рада          | с. Снятинка         | с. Снятинка с. Залужани с. Старе Село                  |           |                 |                         |                     |
| 40 | Солонська сільська рада           | с. Солонське        | с. Солонське с. Далява                                 |           |                 |                         |                     |
| 41 | Станильська сільська рада         | с. Станиля          | с. Станиля                                             |           |                 |                         |                     |
| 42 | Старокропивницька сільська рада   | с. Старий Кропивник | с. Старий Кропивник                                    |           |                 |                         |                     |
| 43 | Ступницька сільська рада          | с. Ступниця         | с. Ступниця с. Котоване с. Селець                      |           |                 |                         |                     |
| 44 | Уличненська сільська рада         | с. Уличне           | с. Уличне                                              |           |                 |                         |                     |
| 45 | Унятицька сільська рада           | с. Унятичі          | с. Унятичі                                             |           |                 |                         |                     |
| 46 | Урізька сільська рада             | с. Уріж             | с. Уріж с. Винники с. Мокряни с. Підмонастирок         |           |                 |                         |                     |
| 47 | Ясениці-Сільнянська сільська рада | с. Ясениця-Сільна   | с. Ясениця-Сільна                                      |           |                 |                         |                     |

* Примітки: м. — місто, смт — селище міського типу, с. — село, с-ще — селище